# Eriocnemis godini
Az Eriocnemis godini a madarak (Aves) osztályának sarlósfecske-alakúak (Apodiformes) rendjébe és a kolibrifélék (Trochilidae) családjába tartozó faj.

## Rendszerezése
A fajt Jules Bourcier francia ornitológus írta le 1851-ben, a Trochilus nembe Trochilus Godini néven.

## Előfordulása
Dél-Amerika északnyugati részén, az Andokban, Ecuador területén honos, Kolumbiában valószínűleg már kihalt. Természetes élőhelyei a szubtrópusi vagy trópusi hegyi esőerdők, száraz erdők és magaslati cserjések. Állandó, nem vonuló faj.

## Megjelenése
Testhossza 11 centiméter.

## Természetvédelmi helyzete
Az elterjedési területe nagyon kicsi, a tizenkilencedik század óta ez a faj nem került rögzítésre, egyedszáma ötven alatti lehet. A Természetvédelmi Világszövetség Vörös listáján súlyosan veszélyeztetett fajként szerepel, de lehet, hogy már ki is halt.